# Autolytus anoplos
Autolytus anoplos är en ringmaskart som först beskrevs av Monro 1933.  Autolytus anoplos ingår i släktet Autolytus och familjen Syllidae. Inga underarter finns listade i Catalogue of Life.